# Ананченко, Даниил Антонович
Дании́л Анто́нович Ана́нченко (январь 1924 — 23 января 1945) — советский войсковой разведчик, участник Великой Отечественной войны, разведчик 28-й отдельной разведывательной роты 5-й стрелковой дивизии 3-й армии 2-го Белорусского фронта. Герой Советского Союза (10.04.1945; посмертно), младший сержант.

## Биография
Родился в январе 1924 года в деревне Рассуха (ныне Погарского района Брянской области) в крестьянской семье. По национальности русский. Окончил среднюю школу. С 1941 по 1943 год находился на территории, оккупированной немецко-фашистскими войсками.
Призван в ряды Красной Армии в ноябре 1943 года и направлен на фронт. Разведчик, младший сержант Ананченко особо отличился 23 января 1945 года, когда в составе разведгруппы осуществил разведку противника в районе города Ортельсбург (ныне Щитно, Польша). Оказавшись на линии огня вражеского пулемёта, комсомолец Ананченко принял решение о его уничтожении. Бросившись на пулемёт, отважный разведчик содействовал выполнению боевой задачи.
Указом Президиума Верховного Совета СССР от 10 апреля 1945 года

за образцовое выполнение боевых заданий Командования на фронте борьбы с немецкими захватчиками и проявленные при этом отвагу и геройство

младшему сержанту Ананченко Даниилу Антоновичу посмертно присвоено звание Героя Советского Союза.

## Награды
- Медаль «Золотая Звезда» Героя Советского Союза
- Орден Ленина
- Медали

## Память
- Имя Д. А. Ананченко носит улица на родине Героя, в пгт Погар Брянской области.